# Miryam Roper
Miryam Roper (Aquisgrán, 26 de junio de 1982) es una deportista alemana que compite en judo.
Ganó una medalla de bronce en el Campeonato Mundial de Judo de 2013 y tres medallas en el Campeonato Europeo de Judo entre los años 2012 y 2015. En los Juegos Europeos de Bakú 2015 consiguió dos medallas, plata por equipo y bronce en la categoría de –57 kg.
Desde 2017 participa bajo la bandera de Panamá, consiguiendo una medalla de bronce en los Juegos Panamericanos de 2019 y dos medallas en el Campeonato Panamericano de Judo, oro en 2020 y bronce en 2018.

## Palmarés internacional
| Representando a Alemania |                         |                   |           |
| Campeonato Mundial       |                         |                   |           |
| Año                      | Lugar                   | Medalla           | Categoría |
| 2013                     | Río de Janeiro (Brasil) | Medalla de bronce | –57 kg    |
| Juegos Europeos          |                         |                   |           |
| Año                      | Lugar                   | Medalla           | Categoría |
| 2015                     | Bakú (Azerbaiyán)       | Medalla de plata  | Equipo    |
| 2015                     | Bakú (Azerbaiyán)       | Medalla de bronce | –57 kg    |
| Campeonato Europeo       |                         |                   |           |
| Año                      | Lugar                   | Medalla           | Categoría |
| 2012                     | Cheliábinsk (Rusia)     | Medalla de bronce | –57 kg    |
| 2014                     | Montpellier (Francia)   | Medalla de plata  | –57 kg    |
| 2015                     | Bakú (Azerbaiyán)       | Medalla de bronce | –57 kg    |
| Representando a Panamá   |                         |                   |           |
| Juegos Panamericanos     |                         |                   |           |
| Año                      | Lugar                   | Medalla           | Categoría |
| 2019                     | Lima (Perú)             | Medalla de bronce | –57 kg    |
| Campeonato Panamericano  |                         |                   |           |
| Año                      | Lugar                   | Medalla           | Categoría |
| 2018                     | San José (Costa Rica)   | Medalla de bronce | –57 kg    |
| 2020                     | Guadalajara (México)    | Medalla de oro    | –57 kg    |